# Pablo Honey
Pablo Honey је први студијски албум британске рок групе Radiohead.

## Списак песама
1. You 3:29
2. Creep 3:56
3. How Do You? 2:12
4. Stop Whispering 5:26
5. Thinking About You 2:41
6. Anyone Can Play Guitar 3:38
7. Ripcord 3:10
8. Vegetable 3:13
9. Prove Yourself 2:25
10. I Can't 4:13
11. Lurgee 3:08
12. Blow Out 4:40